# PBK Ural-Great Perm
Professionalnyj basketbolnyj kloeb Ural-Great Perm (Russisch: Профессиональный баскетбольный клуб Урал-Грейт) was een professionele basketbalclub uit Perm, Rusland. Het team speelde in de Russische Super League A.

## Geschiedenis
De club werd opgericht in 1995 op de fundering van een Technisch Universiteits team. In 2001 en 2002 won Ural-Great de Russische superliga. In 2004 won Ural-Great de Russische Beker. Ural-Great won in 2006 de EuroCup Challenge tegen Chimik Joezjne uit Oekraïne. De eerste wedstrijd won Ural-Great met 80-67. De tweede werd verloren met 74-80. Die score was wel voldoende voor de eind overwinning in de EuroCup Challenge. In 2009 trok Ural-Great zich terug uit de competitie wegens financiële problemen.

## Erelijst
- Landskampioen Rusland: 2
  - Winnaar: 2001, 2002
  - Tweede: 2000, 2003
- Bekerwinnaar Rusland: 1
  - Winnaar: 2004
- EuroCup Challenge: 1
  - Winnaar: 2006
- NEBL: 1
  - Winnaar: 2001
  - Runner-up: 2002

## Bekende (oud)-coaches
- Sergej Belov
- - Sergej Zozoelin
- Valdemaras Chomičius
- Rimas Kurtinaitis
- Sharon Drucker

## Bekende (oud)-spelers
| - Roeslan Avlejev - Aleksandr Basjminov - - Valeri Dajneko - Aleksandr Dedoesjkin - - Elsjad Gadasjev - Vasili Karasjov - Valentin Koebrakov - Igor Koerasjov - Fjodor Licholitov - Michail Michajlov | - Sergej Panov - Zachar Pasjoetin - Aleksej Pegoesjin - Sergej Tsjikalkin - Vjatsjeslav Tsjoetsjakov - Aleksej Zozoelin - Martin Müürsepp - Sharon Shason - Giorgi Tsintsadze - Mykola Chrjapa | - Ralph Biggs - Darius Washington Jr. |

## Aanvoerders
| - 1995-2002 – Vjatsjeslav Tsjoetsjakov - 2002-2003 – Valentin Koebrakov - 2003-2004 – Sergej Tsjikalkin - 2004-2004 – - Valeri Dajneko - 2004-2005 – Vjatsjeslav Tsjoetsjakov - 2005-2006 – Vasili Karasjov - 2006-2007 – Aleksej Pegoesjin - 2007-2008 – Aleksej Zozoelin - 2008-2009 – Aleksandr Basjminov |